# Xã Johnson, Quận Gibson, Indiana
Xã Johnson (tiếng Anh: Johnson Township) là một xã thuộc quận Gibson, tiểu bang Indiana, Hoa Kỳ. Năm 2010, dân số của xã này là 4.094 người.